# Daniel Svensson (fodboldspiller, født 2002)
 Der er flere personer med dette navn, se Daniel Svensson.
Daniel Jonathan Svensson (født 12. februar 2002) er en svensk professionel fodboldspiller, som spiller for Bundesliga-klubben Borussia Dortmund, hvor han er lånt til fra FC Nordsjælland, og Sveriges landshold.

## Klubkarriere

### IF Brommapojkarna
Svensson begyndte sin karriere hos IF Brommapojkarna, hvor han gjorde sin førsteholdsdebut den 24. februar 2020.

### FC Nordsjælland
Det blev i marts 2020 annonceret at Svensson vil skifte til FC Nordsjælland ved sæsonens udgang, og han sluttede sig officielt til holdet den 1. juli 2020. Han etablerede sig som en fast mand hos FCN over de kommende sæsoner, og spillede mere end 150 kampe for klubben.

#### Leje til Borussia Dortmund
Svensson skiftede i februar 2025 til Borussia Dortmund på en lejeaftale med en købsoption.

## Landsholdskarriere

### Ungdomslandshold
Svensson har repræsenteret Sverige på flere ungdomsniveauer.

### Seniorlandshold
Svensson debuterede for Sveriges landshold den 14. oktober 2024.